# Горно Сахране
Горно Сахране е село в Южна България. То се намира в община Павел баня, област Стара Загора.

## География
Селото се намира на 3 km южно от Стара планина и 5 km северно от Средна гора, в западната част на Розовата долина. На два километра южно от селото преминава главен път №6 София – Бургас (европейски път E871). Най-близките градове до селото са Павел баня и Казанлък. Надморската височина е 414 метра.
Населението има смесен етнически състав – през 2004 г. от 1575 жители 365 са роми и 287 – каракачани.
Климатът е преходно-континентален. Наблизо минава река Габровница.

## Религии
В селото се изповядва православно християнство и има църква „Рождество Богородично“ изписана през втората половина на 40-те години на ХХ век от зографския колектив на Николай Ростовцев Храмовият празник до 1968 година е на 21 септември, а понастоящем – на 8 септември.

## Обществени институции
- Основно училище „Васил Левски“.
- Ритуална зала
- Читалище „Светлина 1905“.

Читалището е основано през 1905 година. До 1960 г. то пребивава в различни сгради, докато тогава е решено да се построи собствена, която е завършена през 1965 г. През 1980 г. е наградено с орден „Кирил и Методий“ I степен за активната си и народополезна дейност.
Към читалището функционира група за автентичен фолклор „Перуника“, която разучава, съхранява и популяризира горносахранските песни, обичаи и традиции. Има и естрадно-сатиричен състав, в който са гастролирали Стоянка Мутафова и Георги Парцалев.
Ансамбъл „Каракачани“ популяризира каракачанския фолклор. Има турнета и в чужбина.
В читалището е изложена етнографска сбирка, показваща бита на българите през вековете, а библиотеката към читалището притежава 11 000 тома техническа и художествена литература. 

## Икономика
Фирма „Габровница“ АД открива врати през 1943 г. като частно дървообработващо ателие. Към 2010 г. произвежда плоскости от дървени частици, фурнири и ламинати.  През 2006 г. предприятието е глобено от министъра на околната среда за изпускане в атмосферата на прах в концентрации, надвишаващи между 14 и 58 пъти пределно допустимите норми. Постановлението е обжалвано и отменено от Казанлъшкия районен съд.

## Културни и природни забележителности
В центъра на селото има мини-зоопарк с ягуари, лами, сърни, елени, муфлони, крокодили, костенурки, орли, фазани, диви патици, щрауси, пеликани, японски петли, токачки и други екзотични животни.

## Редовни събития
Местното културно-просветно дружество на каракачаните „Карамандра“ организира Илинденския каракачански събор ежегодно.
На 8 ноември се провежда празникът на селото с концерти и много сергии. Селото също има и кукери, коледари и лазарки.

## Спорт
Футболният отбор на селото носи името ФК „Габровница“ – 04. Участник е в регионалната група. Играе своите мачове на стадион „Цвятко Радойнов“. Най-доброто постижение е 4-то място в А ОФГ-Стара Загора през 2004/05 г. Треньор е Петко Димов. Спонсор на отбора е местният завод „Габровница“ АД. Отборът се състезава в Югоизточна В група.

## Кухня
Горносахранската кухня включва зеленчукова супа със сирене, чорба от зрял фасул и постен гювеч.